# Guernesiais

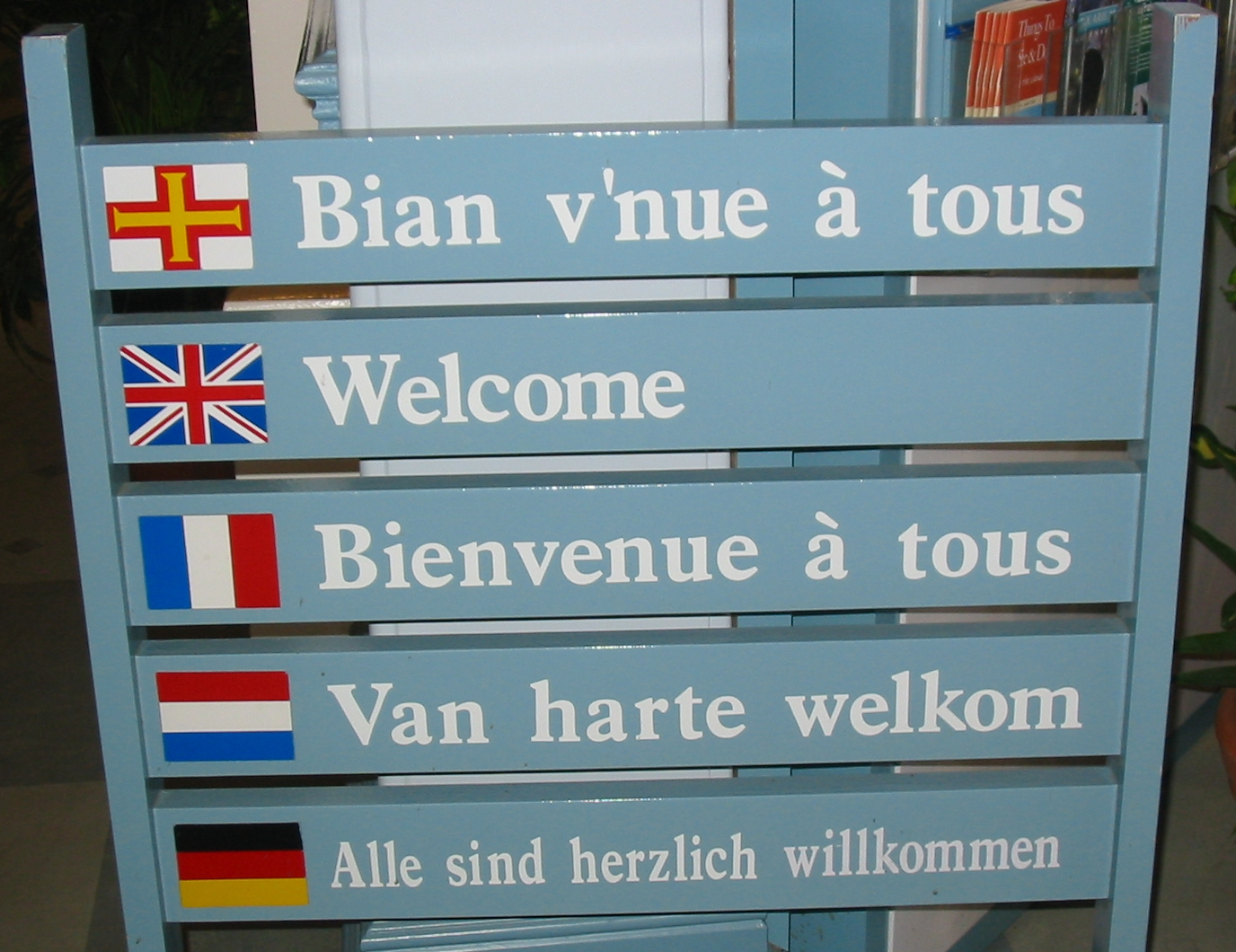
Signalisation multilingue incluant une version en guernesiais à Saint-Pierre-Port, Guernesey

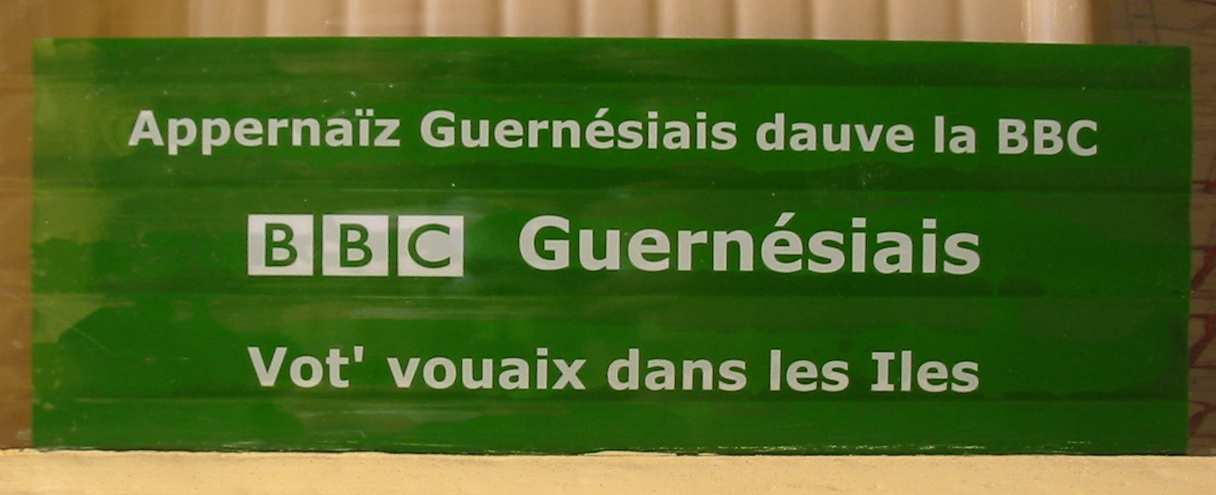
Auto-collant publicitaire pour les émissions de la BBC en guernesiais

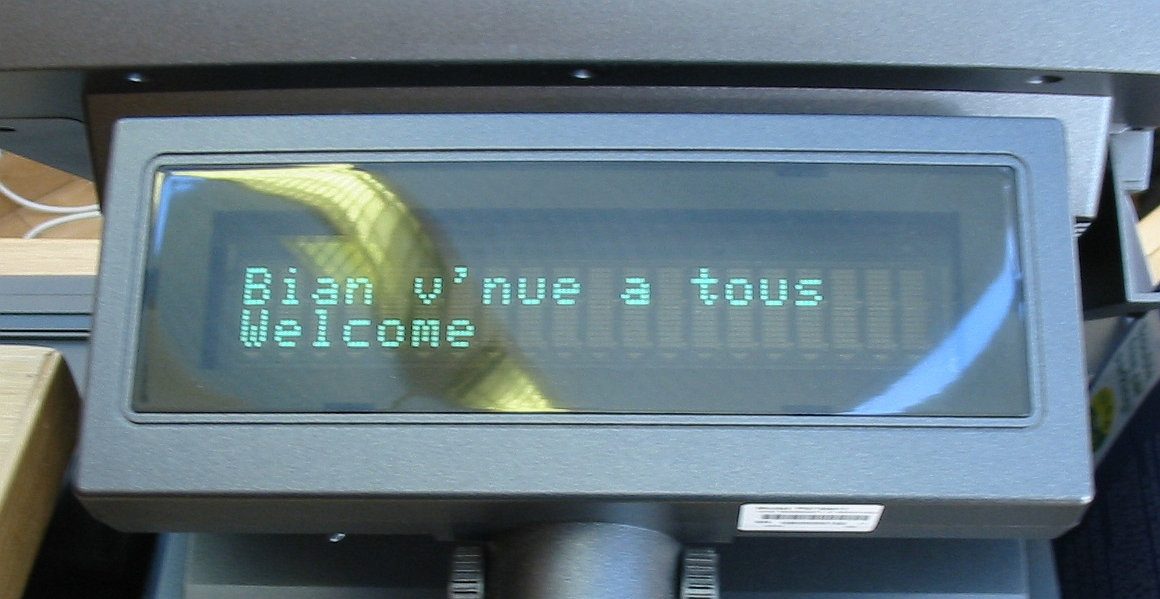
Panneau bilingue guernesiais-anglais souhaitant la bienvenue. « Bian v'nue a tous / Welcome ».

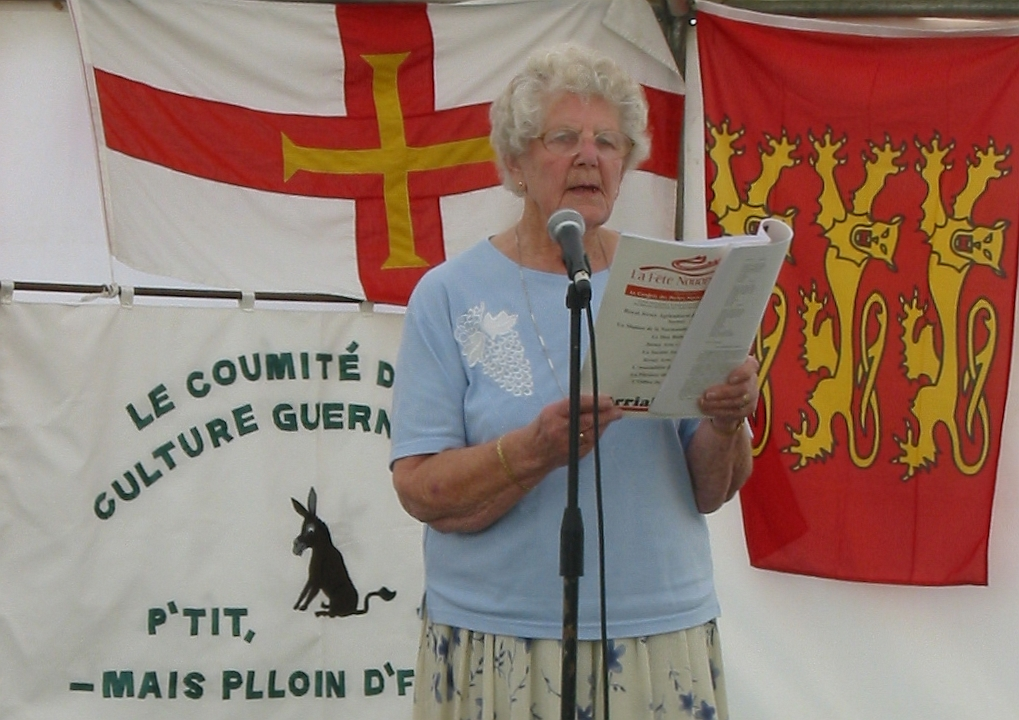
La fête Nouormande en 2008.

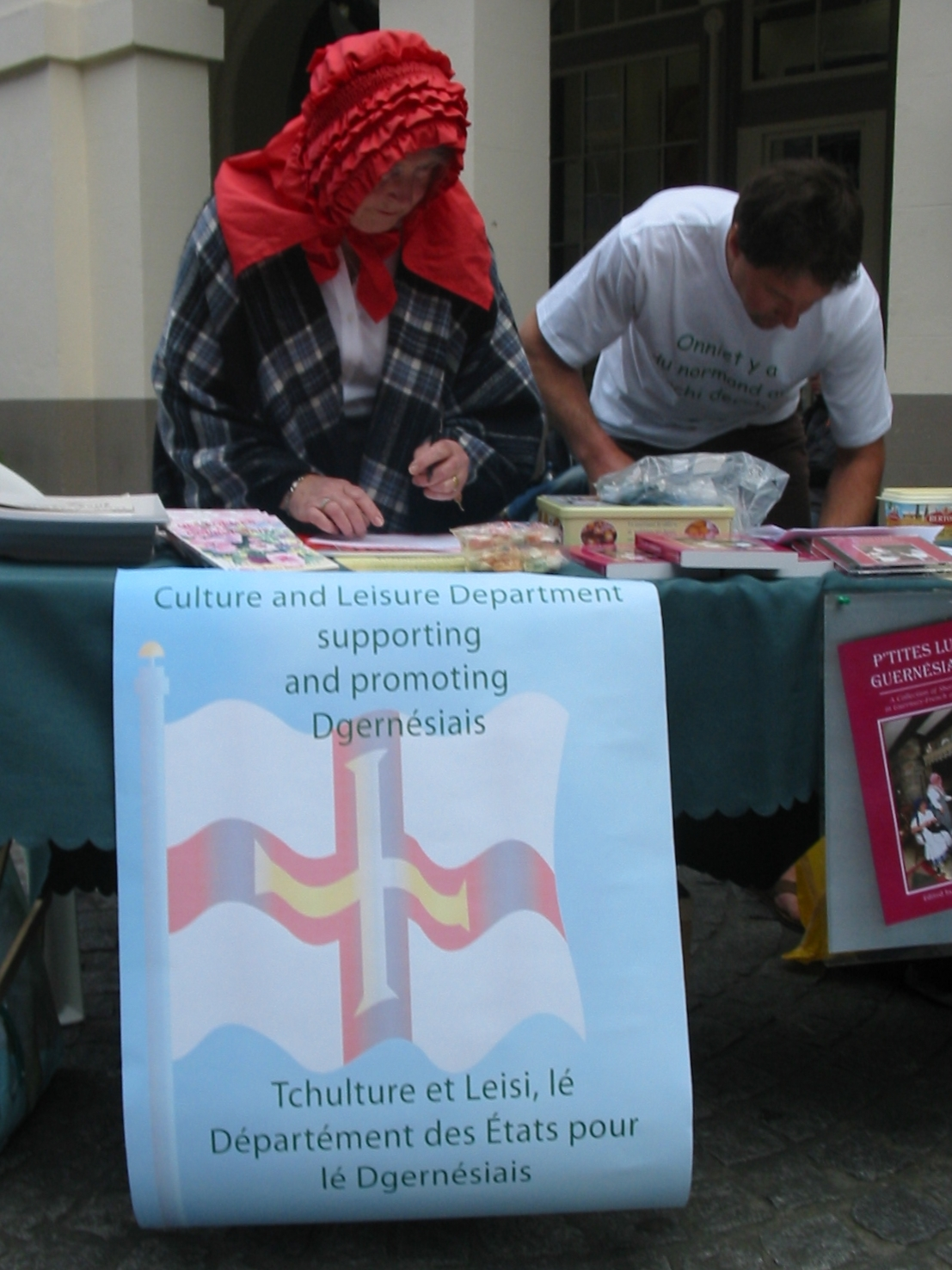
La fête Nouormande en 2009.

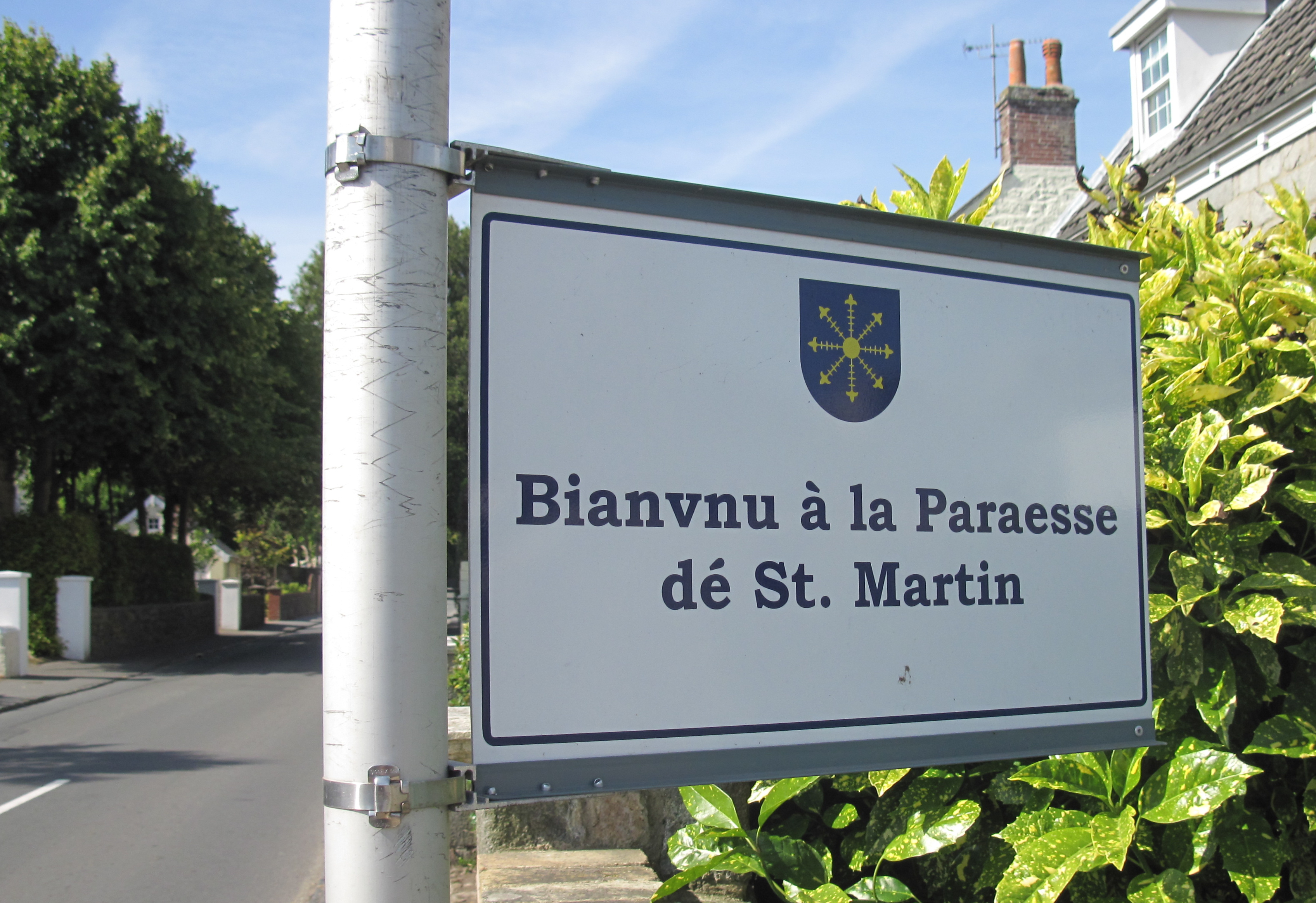
Panneau de bienvenue à l'entrée de la paroisse de Saint-Martin.

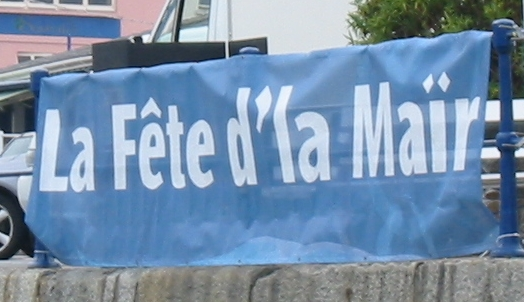
La fête de la mer en 2006.

Le guernesiais (parfois appelé en français normand de Guernesey, en guernesiais dgèrnésiais) est le dialecte normand utilisé sur l'île anglo-normande de Guernesey.

## Présentation
La langue guernesiaise est reconnue en tant que langue régionale des Îles Britanniques dans le cadre du Conseil Britannique-Irlandais (avec le jersiais, l’irlandais, le gallois, l’écossais, le scots, le scots d’Ulster, le mannois et le cornique). 
Le guernesiais serait parlé quotidiennement par environ 1 330 personnes, soit 2 % de la population. Le guernesiais serait compris ou étudié par environ 15 % de la population, soit entre 6 000 et 10 000 personnes selon le degré de compréhension.
L’enseignement facultatif du guernesiais se fait dans quelques écoles de Guernesey. Plusieurs associations luttent pour sa survie et son apprentissage. Le « Coumité d'la Culture Guernesiaise », « Les Ravigotteurs » et « L'Assembllaïe d'Guernesiais » contribuent au maintien du parler normand à Guernesey, notamment lors de festivals, foires et rencontres culturelles. La BBC Guernesey diffuse quelques minutes hebdomadaires d'informations locales et générales en guernesiais. La presse locale publie régulièrement quelques articles insolites en guernesiais.
En 2001, le député de Guernesey, Jonathan Le Tocq, et le doyen Douzenier Hirzel Dorey ont exprimé la crainte que la langue guernesiaise disparaisse. Ils proposent qu'elle soit enseignée comme une activité extra-scolaire dans les écoles de Guernesey, mais le problème est qu'il y a peu d'enseignants qui connaissent assez le guernesiais pour l'enseigner.
Depuis l'automne 2003, le guernesiais est enseigné dans trois écoles primaires comme une activité optionnelle post-scolaire. Ces leçons sont très populaires, des parents et des enseignants y assistent également avec les enfants. Des cours du soir sont également proposés à la population adulte de l'île. Longtemps déconsidéré, le guernesiais est devenu récemment un aspect important du patrimoine linguistique pour les habitants de l'île. Les gens qui parlent guernesiais se sentent désormais fiers de leur langage et n'ont plus honte de le parler.
On retrouve des éléments du guernesiais dans la toponymie normande de l’île, ainsi que dans des noms de rue et certaines fonctions administratives.
Georges Métivier (1790-1881), auteur guernesiais, publia un Dictionnaire franco-normand (1870) et des œuvres poétiques, dont Rimes Guernesiaises (1831).
L'orthographe moderne suit le Dictiounnaire Angllais-Guernésiais (1967) de Marie de Garis (née en 1910 et décédée en 2010).
Le 9 mai 2013, un site internet guernesien a vu le jour grâce à l'action de la Guernsey Language Commission afin de permettre la défense, la sauvegarde et la diffusion du guernesiais. Cette commission sur la défense du patrimoine linguistique de Guernesey fait partie du Plan stratégique lancé par les États de Guernesey en 2013.

## Grammaire

### Conjugaison

#### aver- avoir
| présent    | prétérite   | imparfait    | futur      | conditionnel |
| j'ai       | j'aëus      | j'avais      | j'érai     | j'érais      |
| t'as       | t'aëus      | t'avais      | t'éras     | t'érais      |
| il a       | il aëut     | il avait     | il éra     | il érait     |
| all' a     | all' aeut   | all' avait   | all' éra   | all' érait   |
| j'avaöns   | j'eûnmes    | j'avaëmes    | j'éraöns   | j'éraëmes    |
| vous avaïz | vous aeutes | vous avaites | vous éraïz | vous éraites |
| il aönt    | il aëurent  | il avaient   | il éraönt  | il éraient   |

#### oimaïr- aimer
| présent     | prétérite    | imparfait     | futur         | conditionnel    |
| j'oime      | j'oimis      | j'oimais      | j'oim'rai     | j' oim'rais     |
| t'oimes     | t'oimis      | t'oimais      | t'oim'ras     | t'oim'rais      |
| il oime     | il oimit     | il oimait     | il oim'ra     | il oim'rait     |
| all' oime   | all' oimit   | all' oimait   | all' oim'ra   | all' oim'rait   |
| j'oimaöns   | j'oimaëmes   | j'oimaëmes    | j'oim'rons    | j' oim'raëmes   |
| vous oimaïz | vous oimites | vous oimaites | vous oim'raïz | vous oim'raites |
| il' oiment  | il' oimirent | il' oimaient  | il' oim'raönt | il' oim'raient  |

## Quelques phrases
- Quaï temps qu’i fait? : Quel temps fait-il ?
- I' fait caoud ogniet : Il fait chaud aujourd'hui
- Tchi qu’est vote naom ? : Comment vous appelez-vous ?
- Coume tchi que l’affaire va ? : Comment allez-vous ?
- Quaï heure qu'il est ? : Quelle heure est-il ?
- À la perchoine : Au revoir, à la prochaine
- Mercie bian : Merci beaucoup
- Lâtchiz-mé : Laissez-moi
- chén-chin : Ceci
- ch'techin : Celui-ci

## Littérature
Parmi les auteurs de langue guernesiaise :
- Georges Métivier
- Nico Guilbert (1826-1900)
- Tam Lenfestey (1818-1885) ; poésie.
- Denys Corbet (1826-1910) ; journalisme, poésie. Il s'appelait l'Draïn Rimeux. Son Touar de Guernesy, épopée guernesiaise, apparut en 1884. Rédacteur du journal de langue française Le Bailliage, il contribuait à des colonnes en guernesiais signées Badlagoule.
- Thomas Henry Mahy (1862-1936); contributions en prose et poésie à La Gazette Officielle de Guernesey à partir de 1916. Un livre Dires et Pensées du Courtil Poussin (1922).
- Thomas Alfred Grut (1852-1933) ; contes, dont un livre Des lures guernesiaises (1927)
- Marjorie Ozanne (1897-1973) ; contes
- Hazel Tomlinson